# Farthingstone
Farthingstone is een civil parish in het bestuurlijke gebied Daventry, in het Engelse graafschap Northamptonshire met 193 inwoners.

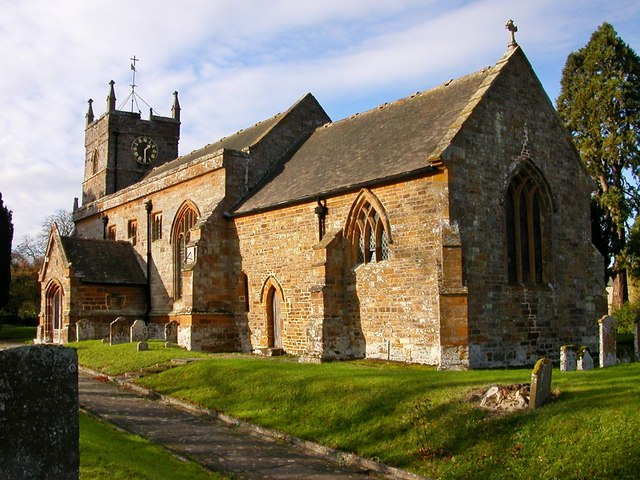
Kerk St. Mary